# Бутаево
Бута́ево (баш. Ботай) — село в Белорецком районе Республики Башкортостан России. Входит в состав Зигазинского сельсовета. 

## География

### Географическое положение
Расстояние до:
- районного центра (Белорецк): 104 км,
- центра сельсовета (Зигаза): 4 км,
- ближайшей ж.-д. станции (Улу-Елга): 55 км.

Находится на правом берегу реки Зилим, рядом с местом впадения реки Каранъелги.

## Население
| 2002 | 2009 | 2010 |
| ---- | ---- | ---- |
| 117  | ↗124 | ↘100 |

Согласно переписи 2002 года, преобладающая национальность — башкиры (98 %).